# Harpalus luteicornis
Harpalus luteicornis es una especie de escarabajo del género Harpalus, familia Carabidae. Fue descrita científicamente por Duftschmid en 1812.
Habita en Noruega, Suecia, Finlandia, Francia, Bélgica, Países Bajos, Alemania, Suiza, Austria, Chequia, Eslovaquia, Hungría, Polonia, Estonia, Letonia,  Lituania, Bielorrusia, Ucrania, Italia, Eslovenia, Croacia, Bosnia y Herzegovina, Yugoslavia, Rumania, Moldavia, Kazajistán y Rusia.
La especie mide de 6 a 8 milímetros (0,24 a 0,31 pulgadas) de largo y es de color negro con patas y antenas naranjas.